# Mona McSharry

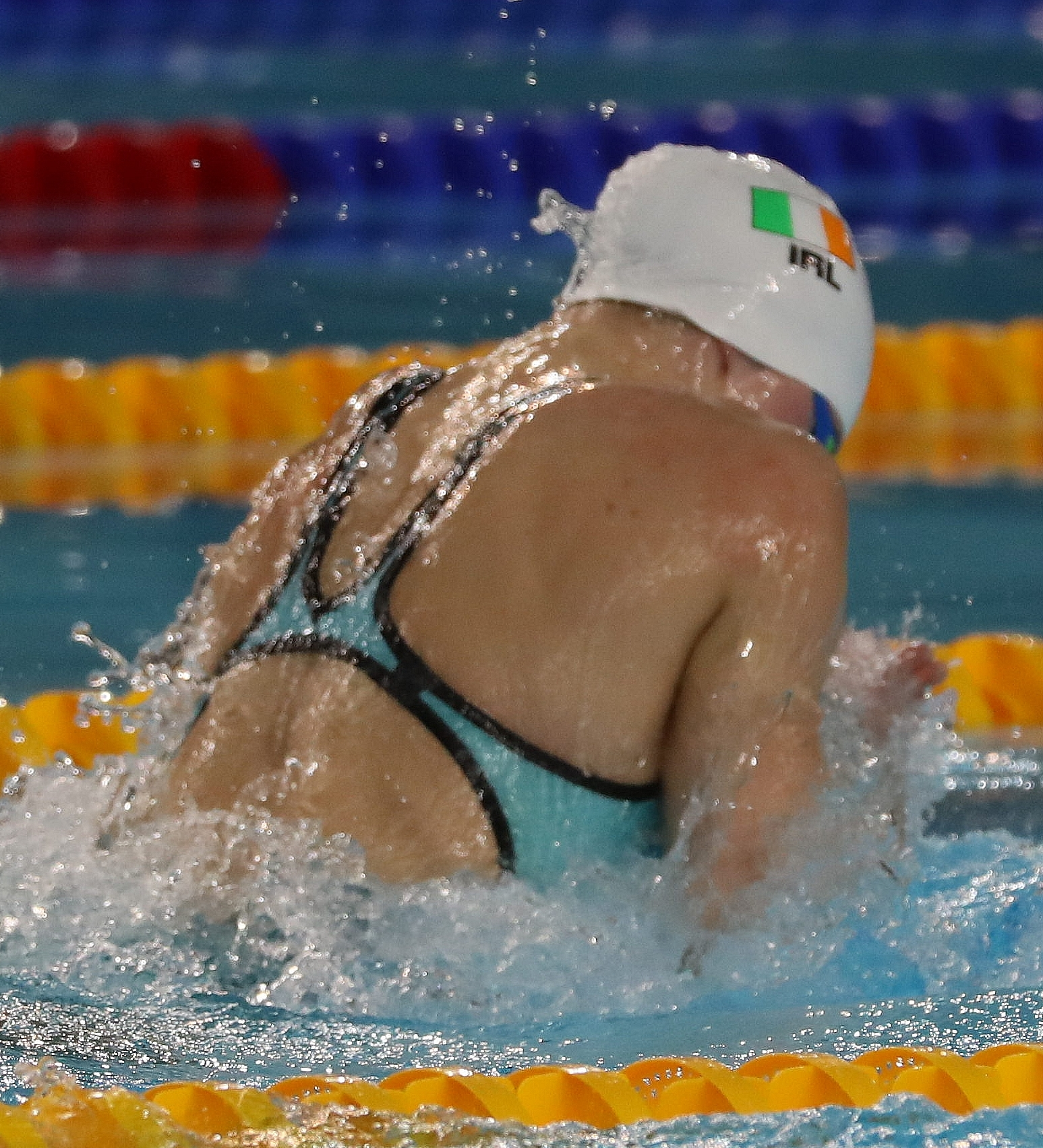
Mona McSharry bei den Olympischen Jugendspielen 2018

Mona Lucille McSharry (* 21. August 2000 in Grange, County Sligo) ist eine irische Schwimmerin. Bei Olympischen Spielen gewann sie eine Bronzemedaille. Auf der 25-Meter-Bahn erschwamm sie bis 2024 je eine Bronzemedaille bei Weltmeisterschaften und Europameisterschaften.

## Sportliche Karriere

### Die Jahre bis 2019 mit den Kurzbahneuropameisterschaften 2019
Mona McSharry nahm 2015 an den Europaspielen in Baku teil und belegte mit der irischen Lagenstaffel den sechsten Platz. 2016 siegte sie erstmals bei den irischen Landesmeisterschaften. Im gleichen Jahr nahm sie erstmals an den Europameisterschaften teil, schied aber über beide langen Distanzen im Brustschwimmen im Vorlauf aus. Bei den Junioreneuropameisterschaften 2016 wurde sie Dritte über 50 Meter Brust und Zweite über 100 Meter Brust. Bei den Junioreneuropameisterschaften 2017 siegte sie auf diesen beiden Strecken und wurde Zweite über 200 Meter Brust. Zwei Monate später bei den Juniorenweltmeisterschaften siegte McSharry über 100 Meter Brust, wurde Zweite über 50 Meter Brust und Vierte über 200 Meter Brust. Im Dezember 2017 erreichte McSharry bei den Kurzbahneuropameisterschaften in Kopenhagen erstmals ein Finale bei einer großen internationalen Meisterschaft und wurde Fünfte über 100 Meter Brust mit 0,21 Sekunden Rückstand auf die Drittplatzierte.
2018 schied McSharry im August bei den Europameisterschaften 2018 in Glasgow über 50 und 100 Meter Brust jeweils im Halbfinale aus. Zwei Monate später bei den Olympischen Jugendspielen in Buenos Aires wurde sie über 50 Meter Brust und über 100 Meter Brust Vierte und über 50 Meter Freistil Fünfte. Über 100 Meter Brust fehlten ihr 0,02 Sekunden zur Bronzemedaille. Sie war aber hinter der zweitplatzierten Niamh Coyne nur die zweitbeste Irin in diesem Finale. Ende 2019 bei den Kurzbahneuropameisterschaften in Glasgow siegten über 50 Meter Brust mit Benedetta Pilato und Martina Carraro zwei Italienerinnen, dahinter schlug Mona McSharry als Dritte an mit einer Hundertstelsekunde Vorsprung vor der Weißrussin Alina Zmushka. Über 100 Meter Brust gewannen erneut zwei Italienerinnen. Dritte wurde die Finnin Jenna Laukkanen, 0,04 Sekunden dahinter belegte McSharry den vierten Platz.

### Die Jahre von 2020 bis 2023 mit den Kurzbahnweltmeisterschaften 2021
2020 begann Mona McSharry ihr Studium an der University of Tennessee, für die sie ab 2021 viermal an den Collegemeisterschaften teilnahm.
Wegen der COVID-19-Pandemie wurden die Schwimmeuropameisterschaften 2020 erst im Mai 2021 in Budapest ausgetragen. Mona McSharry belegte den siebten Platz über 100 Meter Brust und lag dabei 0,37 Sekunden hinter der Drittplatzierten. Zwei Monate nach den Europameisterschaften wurden in Tokio die olympischen Schwimmwettbewerbe ausgetragen. Über 100 Meter Brust erreichte McSharry den Endlauf. Sie wurde Achte mit 1,4 Sekunden Rückstand auf die Medaillenränge. Über 200 Meter Brust schied sie im Vorlauf als 20. aus. Die olympische Finalteilnahme von Mona McSharry war die erste Finalteilnahme einer irischen Schwimmerin bei Olympischen Spielen seit Michelle Smith 1996. Ende 2021 bei den Kurzbahnweltmeisterschaften in Abu Dhabi wurde McSharry zum Auftakt Vierte über 50 Meter Brust, 0,04 Sekunden hinter der drittplatzierten Schwedin Sophie Hansson. Über 100 Meter Brust siegte die Chinesin Tang Qianting mit 0,03 Sekunden vor Sophie Hansson. 0,42 Sekunden hinter der Schwedin erschwamm McSharry die Bronzemedaille. Über 200 Meter Brust wurde McSharry in Abu Dhabi Siebte.
2022 erreichte Mona McSharry bei den Europameisterschaften in Rom über alle drei Bruststrecken das Finale. Sie wurde Fünfte über 100 Meter Brust und jeweils Siebte über 50 Meter und über 200 Meter. Im Juli 2023 bei den Weltmeisterschaften in Fukuoka schwamm sie nur über 100 Meter Brust ins Finale. Mit 0,13 Sekunden Rückstand auf die Drittplatzierte schlug sie als Fünfte an. Im August 2023 war Dublin Austragungsort der U23-Europameisterschaften. McSharry nutzte die Startgelegenheit in ihrem Heimatland und siegte über alle drei Brustdistanzen, hatte aber über 100 Meter Brust nur eine Hundertstelsekunde Vorsprung.

### 2024 mit der olympischen Bronzemedaille
Im Februar 2024 bei den Weltmeisterschaften in Doha wurde McSharry über 100 Meter Brust Fünfte mit einer halben Sekunde Rückstand auf die Drittplatzierte. Über 200 Meter Brust fehlten ihr als Fünfter fast zwei Sekunden auf die Medaillen. Schließlich wurde sie Achte über die nichtolympischen 50 Meter Brust. Fünf Monate später bei den Olympischen Spielen in Paris schwamm Mona McSharry im Vorlauf über 100 Meter Brust die drittschnellste Zeit und im Halbfinale war nur die Südafrikanerin Tatjana Smith schneller. Smith siegte auch im Endlauf mit 0,26 Sekunden vor Tang Qianting. 0,05 Sekunden hinter der Chinesin erkämpfte McSharry die Bronzemedaille mit einer Hundertstelsekunde Vorsprung vor den zeitgleichen Benedetta Pilato und Lilly King aus den Vereinigten Staaten. McSharry trat in Paris auch über 200 Meter Brust an. Als Elfter im Halbfinale fehlte ihr fast eine Sekunde für die Endlaufteilnahme. Ebenfalls Elfte wurde die irische Lagenstaffel mit Danielle Hill, Mona McSharry, Ellen Walshe und Grace Davison.